# Bagler
Bagler o Fazione dei Bagli (in norreno Baglar, in norvegese Bagler) fu una fazione durante l'epoca delle Guerre civili norvegesi. Questa fazione era composta principalmente dall'aristocrazia norvegese (lendmenn), clero e mercanti. 
Venne creata nella regione di Scania, allora parte della Danimarca, nel 1196 principalmente dal vescovo Nicholas Arnesson di Oslo e dall'arcivescovo Erik Ivarsson di Nidaros attorno al pretendente al trono di Norvegia, Inge Magnusson (soprannominato il Re Bagler) per deporre il re in carica, appartenente alla fazione dei Birkebeiner, Sverre Sigurdsson. Combatterono contro i Birkebeiner, essenzialmente una fazione di contadini, seppur appoggiati da parte dell'aristocrazia, guidati dal pretendente re Sverre, per il controllo del pause in una guerra civile durante la fine del XII secolo. Nella Sverris saga venivano fornite le prove della discendenza reale di Sverre come presunto figlio illegittimo del defunto re Sigurd II di Norvegia. Il fatto di essere un figlio illegittimo all'epoca non gli impedì di diventare re poiché, infatti, la legge di successione norvegese non faceva distinzione tra figli legittimi e illegittimi. Gli storici moderni, generalmente, concordano sul pensiero già diffuso tra quelli contemporanei che egli fosse in realtà un impostore senza vere discendenze reali.

## Lista dei pretendenti al trono Bagler
- Inge Magnusson 1196-1202
- Erling Steinvegg 1204-1207
- Philip Simonsson 1207-1217